# 电子游戏软件
《电子游戏软件》（简称“电软”，副刊名最初为《GAME集中营》，后改为《GAME风景线》），是中国大陆最早创办并大规模发行的电视游戏杂志。原为月刊，后改为半月刊。内容包括有游戏机软件、硬件信息。《电软》是1990年代最重要的游戏杂志之一，它所开创的轻松幽默，适合青少年审美取向的办刊风格，吸引和培育了一代玩家。
2000年收归次世代传媒旗下。2003年销量跌入谷底，后有所起色。2012年2月27日宣布停刊。2012年5月复刊，转为学术期刊，同年11月更名为“电子技术与软件工程”，与电子游戏再无关联。

## 历史

### 早期
《电子游戏软件》诞生于先锋卡通。在制作游戏汉化的过程中，公司觉得应该开办一个专门介绍游戏的杂志，于是就衍生出《GAME集中营》，当时的编辑是熏风、田松、龙哥和老D。熏风本名刘文雨，曾是北京社会科学研究院哲学所的成员。
封面是“龙之战士”海报的《GAME集中营》第一辑推出于1993年夏。1994年5月，获得正式刊号的《电子游戏软件》创刊。《电软》第二期出版后，编辑部从先锋卡通公司独立出来。
杂志的发展过程中，除了引入了大量编辑外，更将当时小有名气的《电玩迷》主编叶伟和张弦吸收进来。动画出身的Akira（徐燕明）、特工黄（黄昌星）、刚上大学的雪鹰（吴嘉懿）也在这时加入。

### 第一次停刊事件
1995年7月《电子游戏软件》被“上级部门”停刊处分。可能的原因有：
- 《GAME集中营》这个名称令人反感
- 只注重娱乐性，单纯介绍外国的游戏软硬件产品的文章占内容比重过大
- 封面太花哨
- 过于缺乏严谨和严肃性
- 卷首社评

1995年10月，《电子游戏软件》复刊，副刊名改为《GAME风景线》，主编改由叶宗林担任。

### 发展
《电软》的增刊等书籍，在停刊事件后开始涌现。1996年春，杂志社搬迁到新办公地点，而且和一些外国媒体建立了一定的合作关系。但这时早期元老King因不明原因离去。不久，获得资金支持的King创办了《电子游戏与电脑游戏》与《电软》抗衡。随着《电电》的壮大，《电软》的地位受到威胁。这时《电软》推出介绍格斗游戏（尤以KOF系列）操作方式的《格斗天书》副刊与之抗衡。
1998年，《电软》推出综合动画、漫画、游戏内容的增刊《MAGIC地带》，对应《电电》推出增刊《梦幻总动员》。
2000年初，两家杂志主导的市场，出现了一个强大的竞争对手《游戏机实用技术》，采用彩页并有丰富内容的《游戏机》，几个月内就抢去不少市场份额。《电子游戏与电脑游戏》则因投资方原因大量编辑离开，开始走下坡路。

### 与《游戏机》的对阵
面对有强大支持的《游戏机实用技术》，2002年《电软》请回了特工黄主办《电玩新势力》电玩主题光碟杂志，和Akira开办《动感新势力》动漫主题光碟杂志。2003年，两家公司以降价促销，赠送光碟（《电软》是直接合并《电玩新势力》）的方式展开竞争。

### 结束
随着互联网的普及，依赖游戏广告的纸质媒体杂志日渐式微，无论是广告来源还是读者皆被夺去。电软的内容也随着编辑的离去而开始偏离读者喜好。
2010年6月13日，据游动社独家新闻，包括杂志主编“风林”在内的几位高层管理人员和资深编辑已正式从杂志社集体辞职，《电子游戏软件》有可能就此退出市场，但后来《电子游戏软件》仍正常发售。
2012年2月27日，电子游戏软件在其新浪微博上宣布停刊（后删除），最后一期为319期，319期将不会有特别内容。

### 复刊更名
2012年9月10日，业内传出了《电子游戏软件》复刊的消息。前总编小沛在微博上证实了这个消息，并发布了复刊后的《电子游戏软件》新一期的封面。复刊后的《电子游戏软件》与之前发行的杂志风格迥然不同，转型为学术期刊。同年11月变更为《电子技术与软件工程》，与电子游戏不再相关。

## 衍生书刊
除了早期的《94典藏本》和《秘技宝典》外，《电软》后来又出版了《95典藏本》、《96格斗天书》、《世嘉专辑》、《3D格斗天书》、《游戏批评》、《大墙读本（随刊赠送）》、《都市流行·酷》、《MAGIC地带》、《三栖人》、《菜鸟通》、《动感新势力》、《口袋迷》、《SoCool》、《iPSP》等。此外《电软》常赠送VCD、DVD（《电击收藏》）、音乐CD等媒介的音像制品。

## 影响
电软的办刊宗旨：为游戏业指路，为游戏迷正名。其文风影响了一代人，包括与其同期及之后的同类（甚至其他领域的）杂志等媒体。《电刑室手记》作为“1995年停刊事件”的“罪魁祸首”之一，是“电软文风”的代表。
《电软》从1996年开办（当时由美年达饮料赞助）“中国电玩排行榜”，为国内首创。《电软》很多栏目（如Game Bar）的形式被很多杂志模仿。